# Torneio do Povo de 1973
O Torneio do Povo de 1973 (nome oficial: Torneio General Emílio Garrastazu Médici de 1973) foi a terceira e última edição deste evento esportivo, organizado anualmente pelo Flamengo junto da Confederação Brasileira de Desportos (CBD). A competição foi disputada entre os dias 21 de janeiro a 14 de março, com o objetivo de reunir as equipes mais populares dentre os maiores estados no futebol na época, iniciativa que viria plenamente aos interesses militares. Esta edição contou com um novo participante: o Coritiba, do Paraná.
Mesmo após um pedido formal do Coritiba (campeão desta edição) em 2010 para o reconhecimento do Torneio do Povo como uma competição oficial da CBF, o torneio continua sendo considerado amistoso.

## Equipes participantes
| Equipe           | Estado            | Cidade         | Títulos  |
| ---------------- | ----------------- | -------------- | -------- |
| Atlético Mineiro | Minas Gerais      | Belo Horizonte | —        |
| Bahia            | Bahia             | Salvador       | —        |
| Corinthians      | São Paulo         | São Paulo      | 1 (1971) |
| Coritiba         | Paraná            | Curitiba       | —        |
| Flamengo         | Guanabara         | Rio de Janeiro | 1 (1972) |
| Internacional    | Rio Grande do Sul | Porto Alegre   | —        |

## Primeira fase
O Flamengo, por ser o organizador da competição, avançou de fase automaticamente.
| Pos | Equipe           | Pts | J | V | E | D | GP | GC | SG | Classificado |
| --- | ---------------- | --- | - | - | - | - | -- | -- | -- | ------------ |
| 1   | Bahia            | 7   | 5 | 3 | 1 | 1 | 5  | 5  | 0  | Próxima fase |
| 2   | Coritiba         | 6   | 5 | 2 | 2 | 1 | 5  | 3  | +2 | Próxima fase |
| 3   | Corinthians      | 6   | 5 | 2 | 2 | 1 | 2  | 1  | +1 | Próxima fase |
| 4   | Internacional    | 5   | 5 | 2 | 1 | 2 | 5  | 3  | +2 |              |
| 5   | Flamengo         | 4   | 5 | 1 | 2 | 2 | 4  | 6  | −2 | Próxima fase |
| 6   | Atlético Mineiro | 2   | 5 | 1 | 0 | 4 | 7  | 10 | −3 |              |

### Resultados
| 21 de janeiro de 1973 | Atlético Mineiro | 1 – 2 | Coritiba                      | Estádio do Mineirão, Belo Horizonte (MG)  |
|                       | Ismael 18'       |       | 34' Hélio Pires · 80' Orlando | Público: 14,654 Árbitro: José Favile Neto |

| 23 de janeiro de 1973 | Bahia           | 1 – 0 | Internacional | Estádio da Fonte Nova, Salvador (BA)             |
|                       | João Daniel 87' |       |               | Público: desconhecido Árbitro: José Mario Vinhas |

| 24 de janeiro de 1973 | Corinthians | 0 – 0 | Flamengo | Parque Antártica, São Paulo (SP)        |
|                       |             |       |          | Público: 13,191 Árbitro: Oscar Scolfaro |

| 27 de janeiro de 1973 | Bahia      | 1 – 0 | Coritiba | Estádio da Fonte Nova, Salvador (BA) |
|                       | Picolé 35' |       |          | Público: 17,943 Árbitro: Saul Mendes |

| 28 de janeiro de 1973 | Atlético Mineiro       | 2 – 3 | Flamengo                       | Estádio do Mineirão, Belo Horizonte (MG) |
|                       | Campos 6' · Campos 71' |       | 18' Zico · 31' Caio · 36' Zico | Público: 14,429 Árbitro: Oscar Scolfaro  |

| 31 de janeiro de 1973 | Corinthians     | 1 – 0 | Internacional | Parque Antártica, São Paulo (SP)     |
|                       | Tião Marino 31' |       |               | Público: 8,430 Árbitro: Carlos Costa |

| 31 de janeiro de 1973 | Bahia     | 1 – 4 | Atlético Mineiro                                | Estádio da Fonte Nova, Salvador (BA)       |
|                       | Natal 35' |       | 19' Oldair · 37' Oldair · 50' Campos · 90' Bibi | Público: 19,410 Árbitro: José Faville Neto |

| 31 de janeiro de 1973 | Coritiba                     | 2 – 0 | Flamengo | Estádio Couto Pereira, Curitiba (PR)          |
|                       | Hélio Pires 3' · Orlando 52' |       |          | Público: 21,975 Árbitro: Romualdo Arppi Filho |

| 4 de fevereiro de 1973 | Atlético Mineiro | 0 – 3 | Internacional                                  | Estádio do Mineirão, Belo Horizonte (MG) |
|                        |                  |       | 12' Paulo Cesar · 14' Manuel · 87' Paulo Cesar | Público: 16,138 Árbitro: Oscar Scolfaro  |

| 7 de fevereiro de 1973 | Coritiba | 0 – 0 | Corinthians | Estádio Couto Pereira, Curitiba (PR)     |
|                        |          |       |             | Público: 19,049 Árbitro: Armando Marques |

| 7 de fevereiro de 1973 | Bahia       | 1 – 1 | Flamengo    | Estádio da Fonte Nova, Salvador (BA) |
|                        | Douglas 53' |       | 51' Arilson | Árbitro: Oscar Scolfaro              |

| 12 de fevereiro de 1973 | Internacional | 1 – 0 | Flamengo | Estádio Beira-Rio, Porto Alegre (RS) |
|                         | Valdomiro 66' |       |          | Árbitro: Oscar Scolfaro              |

| 13 de fevereiro de 1973 | Bahia    | 1 – 0 | Corinthians | Estádio da Fonte Nova, Salvador (BA) |
|                         | Peri 47' |       |             | Árbitro: Arnaldo Cesar Coelho        |

| 15 de fevereiro de 1973 | Internacional | 1 – 1 | Coritiba     | Estádio Beira-Rio, Porto Alegre (RS)    |
|                         | Tovar 11'     |       | 8' Negreiros | Público: 15,735 Árbitro: Oscar Scolfaro |

| 16 de fevereiro de 1973 | Corinthians    | 1 – 0 | Atlético Mineiro | Parque Antártica, São Paulo (SP) |
|                         | Mirandinha 86' |       |                  | Árbitro: Arnaldo Cesar Coelho    |

## Quadrangular final
| Pos | Equipe      | Pts | J | V | E | D | GP | GC | SG | Classificado |
| --- | ----------- | --- | - | - | - | - | -- | -- | -- | ------------ |
| 1   | Coritiba    | 5   | 3 | 2 | 1 | 0 | 4  | 2  | +2 | Campeão      |
| 2   | Bahia       | 3   | 3 | 0 | 3 | 0 | 3  | 3  | 0  |              |
| 3   | Flamengo    | 1   | 2 | 0 | 1 | 1 | 1  | 2  | −1 |              |
| 4   | Corinthians | 1   | 2 | 0 | 1 | 1 | 0  | 1  | −1 |              |

### Resultados
| 21 de fevereiro de 1973 | Coritiba    | 1 – 0 | Corinthians | Estádio Couto Pereira, Curitiba (PR)       |
|                         | Oberdan 88' |       |             | Público: 18,965 Árbitro: José Aldo Pereira |

| 21 de fevereiro de 1973 | Bahia    | 1 – 1 | Flamengo  | Estádio da Fonte Nova, Salvador (BA) |
|                         | Fito 90' |       | Dario 33' | Árbitro: Garibaldo Matos             |

| 25 de fevereiro de 1973 | Flamengo | 0 – 1 | Coritiba       | Estádio do Maracanã, Rio de Janeiro (GB)  |
|                         |          |       | 73' Zé Roberto | Público: 27,402 Árbitro: Sebastião Rufino |

| 27 de fevereiro de 1973 | Corinthians | 0 – 0 | Bahia | Parque Antártica, São Paulo (SP)       |
|                         |             |       |       | Público: 6,454 Árbitro: Agomar Martins |

| 14 de março de 1973 | Bahia               | 2 – 2 | Coritiba                     | Estádio da Fonte Nova, Salvador (BA)       |
|                     | Fito 59' · Perí 61' |       | 24' Aladim · 72' Hélio Pires | Público: 21,975 Árbitro: José Marçal Filho |

| 14 de março de 1973 | Flamengo | Não houve | Corinthians |  |
|                     |          |           |             |  |

## Artilharia
- 3 gols:
- Campos - Atlético-MG
- Hélio Pires - Coritiba